# Vologaisés III.
Vologaisés III. (parthsky Valagaš) byl parthský velkokrál z rodu Arsakovců panující v letech 111/112–147/148, do roku 128/129 jako vzdorokrál. Jméno jeho otce není známo, úvahy o Vologaisovi II. se dnes spíše nepřijímají.

## Vláda
Počátky vlády Vologaisa III. nelze na základě dnešního stavu vědomostí přesně zrekonstruovat a jisté pouze je, že si své postavení musel vybojovat v občanské válce s Osroem, bratrem krále Pakora a protivníkem císaře Traiana při jeho tažení do Mezopotámie (115–116). Poslední Osroovy mince ražené v Seleukii nad Tigridem pocházejí z roku 127/128 a poslední zmínky v písemných pramenech z roku následujícího; nejpozději roku 129 tedy musel Vologaisés ovládnout většinu teritoria parthské říše, přičemž Osroův další osud je nejasný.
Hlavním úkolem krále byla vnitřní konsolidace státu, rozvráceného dlouholetými sváry mezi jednotlivými příslušníky arsakovské dynastie i Traianovými výboji, jakkoli dočasnými. Podařilo se mu to jen zčásti, neboť ani on nebyl ušetřen vzpoury zorganizované jedním Arsakovcem – Mithradatem IV. na východě. Určitou roli sehrál i vpád nomádských Alanů do Médie, který byl odražen až po mobilizaci značných sil kolem roku 136.
Navenek udržoval Vologaisés dobré vztahy s císařem Hadrianem a teprve po nástupu Antonina Pia propukly spory o Arménii, tradiční třecí plochu mezi římskou a parthskou říší. Vologaisés, vědom si své vratké pozice, nakonec ustoupil, takže k válce za jeho vlády nedošlo. Z pramenů není patrné, jak král skončil – jeho nástupcem se stal syn vzdorokrále Mithridata IV., rovněž jménem Vologaisés.